# 卫州之战
卫州之战是安史之乱期间安庆绪的燕军和忠于唐朝的军队在卫州的一场主力会战。此战唐军彻底粉碎了忠于安庆绪的主力军事力量，为后来史思明杀安庆绪并且暂时降唐创造了条件。